# Conocybe rickeniana
Conocybe rickeniana är en svampart som beskrevs av P.D. Orton 1960. Conocybe rickeniana ingår i släktet Conocybe och familjen Bolbitiaceae.  Arten är reproducerande i Sverige. Inga underarter finns listade i Catalogue of Life.

## Bildgalleri

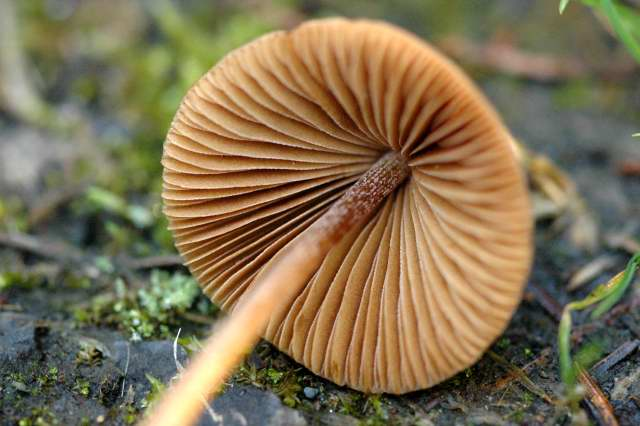